# Тальновский сахарный завод
Тальновский сахарный завод — предприятие пищевой промышленности в городе Тальное Тальновского района Черкасской области Украины.

## История

### 1849 - 1917
Сахарный завод в селении Тальное Уманского уезда Киевской губернии Российской империи был построен графом П. Шуваловым в 1849 году.
В следующие десятилетия объёмы производства и численность рабочих на заводе увеличивалась, в 1885 году на заводе работало 270 человек.
После строительства здесь в начале 1890х гг. железнодорожной линии Христиновка - Цветково (движение по которой началось в 1891 году) рынки сбыта сахара увеличились. В 1898 году завод произвёл 250 207 пудов сахара.
В ходе первой русской революции в мае 1907 года рабочие сахарного завода поддержали забастовку рабочих и ремесленников сельскохозяйственных мастерских, выступивших с требованиями повышения зарплаты, улучшения условий труда и сокращения продолжительности рабочего дня в субботу, в результате забастовка завершилась победой рабочих.
В мае 1917 года в Тальном был создан волостной Совет рабочих, крестьянских и солдатских депутатов, по решению которого на предприятиях был введён 8-часовой рабочий день и установлен минимальный уровень заработной платы.

### 1918 - 1991
В феврале 1918 года представительство Временного правительства в Тальном было ликвидировано и провозглашена Советская власть, из рабочих сахарного завода был создан отряд, взявший под охрану предприятие, однако уже в марте 1918 года Тальное оккупировали австрийско-немецкие войска, которые оставались здесь до ноября 1918 года. В дальнейшем, до конца 1920 года Тальное оставалось в зоне боевых действий гражданской войны.
Весной 1921 года для обеспечения сахарной свеклой Тальновского и Майданецкого сахарных заводов в Тальном был создан Тальновский совхоз, которому выделили 40 десятин земли. Осенью 1922 года восстановленный Тальновский сахарный завод возобновил работу, до конца года он произвёл 140,5 тыс. пудов сахара-песка.
В соответствии с первым планом развития народного хозяйства СССР производственная мощность завода была увеличена и к предприятию была подведена железнодорожная ветка от станции Тальное.
Во время Великой Отечественной войны с 29 июля 1941 до 9 марта 1944 года город находился под немецкой оккупацией, перед отступлением немецкие войска разрушили сахарный завод.
После войны сахарный завод был восстановлен и возобновил работу, также в Тальном был построен заводской клуб сахарного завода.
В соответствии с семилетним планом развития народного хозяйства (1959—1965) Тальновский сахарный завод был реконструирован и преобразован в Тальновский сахарный комбинат.
В сезон сахароварения 1970/1971 года комбинат произвёл 400,9 тыс. центнеров сахара-песка, при этом производственные мощности предприятия перерабатывали 2 тыс. тонн корнеплодов сахарной свеклы в сутки.
В целом, в советское время сахарный комбинат входил в число ведущих предприятий города, в 1991 году он был одним из крупнейших среди 24 сахарных заводов на территории Черкасской области.

### После 1991
После провозглашения независимости Украины комбинат перешёл в ведение Государственного комитета пищевой промышленности Украины.
В июле 1995 года Кабинет министров Украины утвердил решение о приватизации Тальновского сахарного комбината. В дальнейшем, государственное предприятие было преобразовано в открытое акционерное общество и переименовано в Тальновский сахарный завод.
В 2005 году завод перешёл в собственность компании ООО «СЕВ АГРО». В декабре 2010 года завод купила компания ООО "Панда".
С 2013 года Тальновский сахарный завод является одним из двух действующих сахарных заводов на территории Черкасской области.
В 2015 году завод не функционировал, но в дальнейшем возобновил работу.